# Basketball-Bundesliga 1996/97
Die Basketball-Bundesliga-Saison 1996/97 war die 31. Spielzeit der höchsten deutschen Spielklasse im Basketball der Männer. Die reguläre Saison begann am 4. September 1996 und endete am 9. März 1997.

## Saisonnotizen
- Meister und Pokalsieger der Saison 1996/97 wurde Alba Berlin.
- Das BBL All-Star Game 1996 fand in der Hardtberghalle in Bonn statt. Sieger wurde mit 165:163 (nach Verlängerung) die internationale Auswahl. MVP wurde Siniša Kelečević (Telekom Baskets Bonn).

## Endstände

### Hauptrunde
| #  | Mannschaft                    | Siege | Nieder- lagen | Punkte | Körbe     |
| -- | ----------------------------- | ----- | ------------- | ------ | --------- |
| 1  | Alba Berlin                   | 24    | 2             | 48:40  | 2293:1927 |
| 2  | Rhöndorfer TV 1912            | 18    | 8             | 36:16  | 2046:1986 |
| 3  | TVG Basketball Trier          | 17    | 9             | 34:18  | 2250:2192 |
| 4  | TSV Bayer 04 Leverkusen (M)   | 15    | 11            | 30:22  | 2183:2128 |
| 5  | SV Tally Oberelchingen        | 14    | 12            | 28:24  | 2244:2210 |
| 6  | TTL uniVersa Bamberg          | 14    | 12            | 28:24  | 2003:1909 |
| 7  | Telekom Baskets Bonn (N)      | 13    | 13            | 26:26  | 2054:1940 |
| 8  | SG FT/MTV Braunschweig        | 13    | 13            | 26:26  | 2125:2113 |
| 9  | SSV ratiopharm Ulm 1846 (P)   | 13    | 13            | 26:26  | 2220:2004 |
| 10 | MTV 1846 Gießen               | 12    | 14            | 24:28  | 2101:2110 |
| 11 | Basketball im TuS Herten 1925 | 11    | 15            | 22:30  | 2258:2347 |
| 12 | Brandt Hagen                  | 9     | 17            | 18:34  | 1966:2119 |
| 13 | Steiner Bayreuth              | 6     | 20            | 12:40  | 2073:2249 |
| 14 | BG Ludwigsburg                | 3     | 23            | 06:46  | 1765:2147 |

| (M) Meister der Vorsaison____        | (N) Neuling (Aufsteiger)____ | (P) Pokalsieger der Vorsaison |
| Fett Für Finalrunde qualifiziert____ |  Relegations-Plätze          |                               |

### Relegationsrunde
Teilnehmer aus der 2. Basketball-Bundesliga:
| Gruppe Nord              | Gruppe Süd         |
| ------------------------ | ------------------ |
| TuS Lichterfelde         | TV 1860 Lich       |
| TV 1864 Salzkotten       | TV AXA Langen      |
| BC Oldenburg-Westerstede | SV Tübingen        |
| Forbo Paderborn          | DJK Würzburg       |
| BG 74 Göttingen          | USC Freiburg       |
| BCJ Hamburg              | TSV Breitengüßbach |

| # | Mannschaft         | Punkte | Körbe   |
| - | ------------------ | ------ | ------- |
| 1 | Steiner Bayreuth   | 16:40  | 874:755 |
| 2 | USC Freiburg       | 12:80  | 790:805 |
| 3 | BG Ludwigsburg     | 12:80  | 792:747 |
| 4 | TSV Breitengüßbach | 08:12  | 784:816 |
| 5 | TuS Lichterfelde   | 06:14  | 752:794 |
| 6 | BCJ Hamburg        | 06:14  | 717:792 |

| # | Mannschaft    | Punkte | Körbe    |
| - | ------------- | ------ | -------- |
| 1 | Brandt Hagen  | 18:20  | 962:755  |
| 2 | TuS Herten    | 16:40  | 990:865  |
| 3 | DJK Würzburg  | 14:60  | 941:891  |
| 4 | TV Salzkotten | 04:16  | 790:869  |
| 5 | BG Göttingen  | 04:16  | 843:974  |
| 6 | Tübinger SV   | 04:16  | 830:1002 |

| # | Mannschaft         | Punkte | Körbe   |
| - | ------------------ | ------ | ------- |
| 1 | MTV 1846 Gießen    | 20:00  | 944:785 |
| 2 | SSV ratiopharm Ulm | 14:60  | 960:801 |
| 3 | Forbo Paderborn    | 10:10  | 885:853 |
| 4 | TV AXA Langen      | 08:12  | 820:925 |
| 5 | TV Lich            | 04:16  | 801:954 |
| 6 | BC Oldenburg       | 04:16  | 793:885 |

Fett Auf-/Absteiger
_____ Erstligaplätze
_____ Zweitligaplätze

### Finalrunde
| Viertelfinale | Viertelfinale           | Viertelfinale           |   |                      | Halbfinale | Halbfinale | Halbfinale |  |  | Finale | Finale | Finale |
|               |                         |                         |   |                      |            |            |            |  |  |        |        |        |
| 1             | Alba Berlin             | 4                       |   |                      |            |            |            |  |  |        |        |        |
| 8             | SG FT/MTV Braunschweig  | 0                       |   |                      |            |            |            |  |  |        |        |        |
| 8             | SG FT/MTV Braunschweig  | 0                       |   | Alba Berlin          | 3          |            |            |  |  |        |        |        |
|               |                         |                         |   | Alba Berlin          | 3          |            |            |  |  |        |        |        |
|               |                         | TSV Bayer 04 Leverkusen | 1 |                      |            |            |            |  |  |        |        |        |
| 4             | TSV Bayer 04 Leverkusen | TSV Bayer 04 Leverkusen | 1 | 4                    |            |            |            |  |  |        |        |        |
| 4             | TSV Bayer 04 Leverkusen |                         |   |                      |            |            |            |  |  |        |        |        |
| 5             | SV Tally Oberelchingen  | 0                       |   |                      |            |            |            |  |  |        |        |        |
| 5             | SV Tally Oberelchingen  | 0                       |   | Alba Berlin          | 3          |            |            |  |  |        |        |        |
|               |                         |                         |   | Alba Berlin          | 3          |            |            |  |  |        |        |        |
|               |                         | Telekom Baskets Bonn    | 1 |                      |            |            |            |  |  |        |        |        |
| 2             | Rhöndorfer TV 1912      | Telekom Baskets Bonn    | 1 | 2                    |            |            |            |  |  |        |        |        |
| 2             | Rhöndorfer TV 1912      |                         |   |                      |            |            |            |  |  |        |        |        |
| 7             | Telekom Baskets Bonn    | 4                       |   |                      |            |            |            |  |  |        |        |        |
| 7             | Telekom Baskets Bonn    | 4                       |   | Telekom Baskets Bonn | 3          |            |            |  |  |        |        |        |
|               |                         |                         |   | Telekom Baskets Bonn | 3          |            |            |  |  |        |        |        |
|               |                         | TTL uniVersa Bamberg    | 0 |                      |            |            |            |  |  |        |        |        |
| 3             | TVG Basketball Trier    | TTL uniVersa Bamberg    | 0 | 1                    |            |            |            |  |  |        |        |        |
| 3             | TVG Basketball Trier    |                         |   |                      |            |            |            |  |  |        |        |        |
| 6             | TTL uniVersa Bamberg    | 4                       |   |                      |            |            |            |  |  |        |        |        |

## Meistermannschaft
| Spieler | Spieler                         | Spieler           | Spieler    | Spieler | Spieler | Spieler        |
| Nr.     | Nat.                            | Name              | Geburt     | Größe   | Info    | Letzter Verein |
| ------- | ------------------------------- | ----------------- | ---------- | ------- | ------- | -------------- |
|         |                                 | Guards (PG, SG)   |            |         |         |                |
| 4       | Deutschland                     | Henrik Rödl       | 14.03.1969 | 201     | / A-Nat |                |
| 6       | Jugoslawien Bundesrepublik 1992 | Saša Obradović    | 29.01.1969 | 196     | A-Nat   |                |
| 7       | Deutschland                     | Marko Pešić       | 06.12.1976 | 198     | A-Nat   |                |
| 8*      | /                               | Mithat Demirel    | 10.05.1978 | 180     | DL      |                |
| 13      | Deutschland                     | Drazan Tomic      | 27.04.1974 | 197     | A-Nat   |                |
|         |                                 | Forwards (SF, PF) |            |         |         |                |
| 5       | Deutschland                     | Jörg Lütcke       | 12.12.1975 | 201     | A-Nat   |                |
| 8*/14*  | Deutschland                     | Stipo Papic       | 20.11.1978 | 206     | DL      |                |
| 12      | Vereinigte Staaten              | Wendell Alexis    | 31.07.1964 | 204     |         |                |
| 14*     | Deutschland                     | Alexander Frisch  | 12.09.1975 | 205     | DL      |                |
| 15      | Deutschland                     | Henning Harnisch  | 15.04.1968 | 202     | A-Nat   |                |
|         |                                 | Center (C)        |            |         |         |                |
| 9       | /                               | Teoman Öztürk     | 05.12.1967 | 208     |         |                |
| 10      | Deutschland                     | Stephen Arigbabu  | 15.02.1972 | 206     | A-Nat   |                |
| 11      | Deutschland                     | Sascha Hupmann    | 21.04.1970 | 216     | A-Nat   |                |

| Trainer     | Trainer          | Trainer          |
| Nat.        | Name             | Position         |
| ----------- | ---------------- | ---------------- |
| /           | Svetislav Pešić  | Cheftrainer      |
| Deutschland | Burkhardt Prigge | Assistenztrainer |
| Deutschland | Marco Baldi      | Sportdirektor    |

| Legende          | Legende                                           |
| Abk.             | Bedeutung                                         |
| ---------------- | ------------------------------------------------- |
| (C)              | Mannschaftskapitän                                |
| A-Nat            | Nationalspieler                                   |
| DL               | Doppellizenz-Spieler                              |
| *                | Trikotnummer wurde durch mehrere Spieler getragen |
| Quellen          |                                                   |
| Teamhomepage     |                                                   |
| Ligahomepage     |                                                   |
| Stand: Juni 1997 |                                                   |

| Legende          | Legende                                           |
| Abk.             | Bedeutung                                         |
| ---------------- | ------------------------------------------------- |
| (C)              | Mannschaftskapitän                                |
| A-Nat            | Nationalspieler                                   |
| DL               | Doppellizenz-Spieler                              |
| *                | Trikotnummer wurde durch mehrere Spieler getragen |
| Quellen          |                                                   |
| Teamhomepage     |                                                   |
| Ligahomepage     |                                                   |
| Stand: Juni 1997 |                                                   |

## Führende der Spielerstatistiken
| Kategorie        | Spieler         | Team                          | Wert |
| ---------------- | --------------- | ----------------------------- | ---- |
| Punkte pro Spiel | Donald Williams | Basketball im TuS Herten 1925 | 25,3 |

## Ehrungen
| Auszeichnung       | Name             | Verein               |
| ------------------ | ---------------- | -------------------- |
| All-Star Game MVP  | Siniša Kelečević | Telekom Baskets Bonn |
| Spieler des Jahres | Wendell Alexis   | Alba Berlin          |